# Rue des Remparts (Liège)
Pour les articles homonymes, voir Rue des Remparts.
La rue des Remparts est une rue ancienne de la ville de Liège (Belgique). Cette voie piétonne a la particularité d'être située sur le bastion du Saint-Esprit, un ancien bastion de défense érigé à partir du XIIIe siècle, et faisant partie de la seconde enceinte de Liège.

## Toponymie et histoire

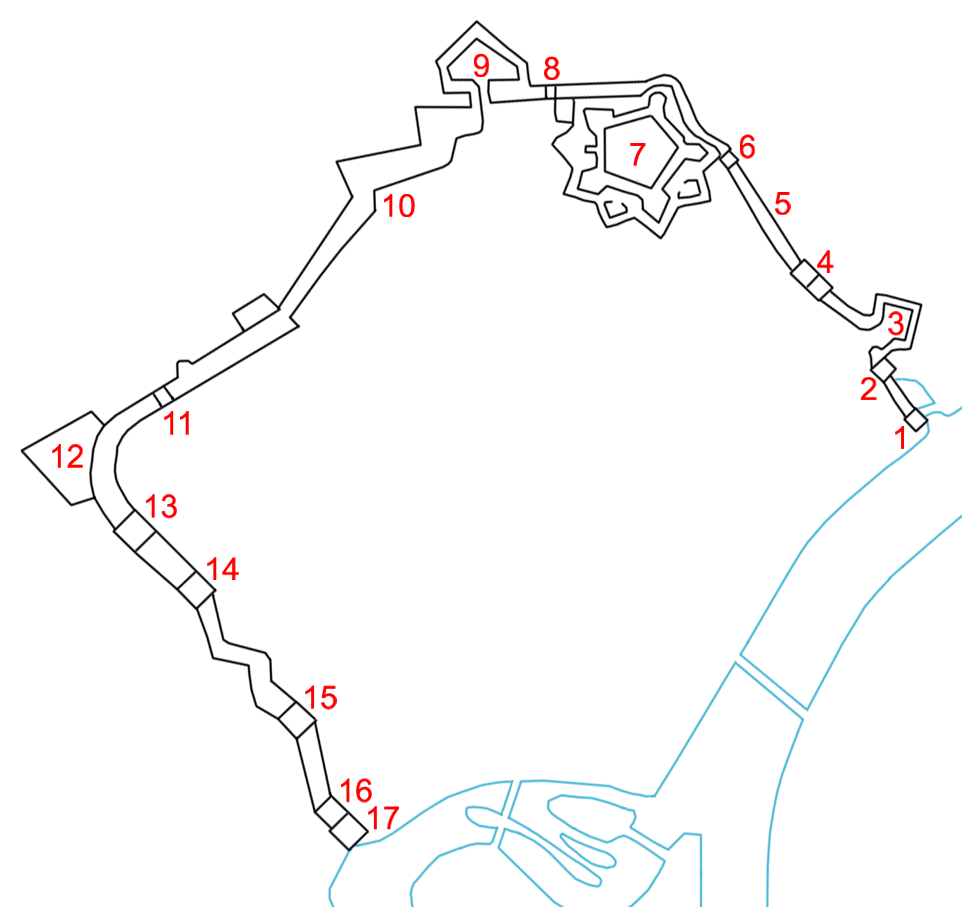
Fortifications du centre ville de Liège vers la fin du XVIIe siècle.
3. Bastion Saint-Léonard
9. Bastion du Clergé
10. Rempart des Anglais
11. Hocheporte,
12. Bastion du Saint-Esprit,
13. Porte Sainte-Marguerite

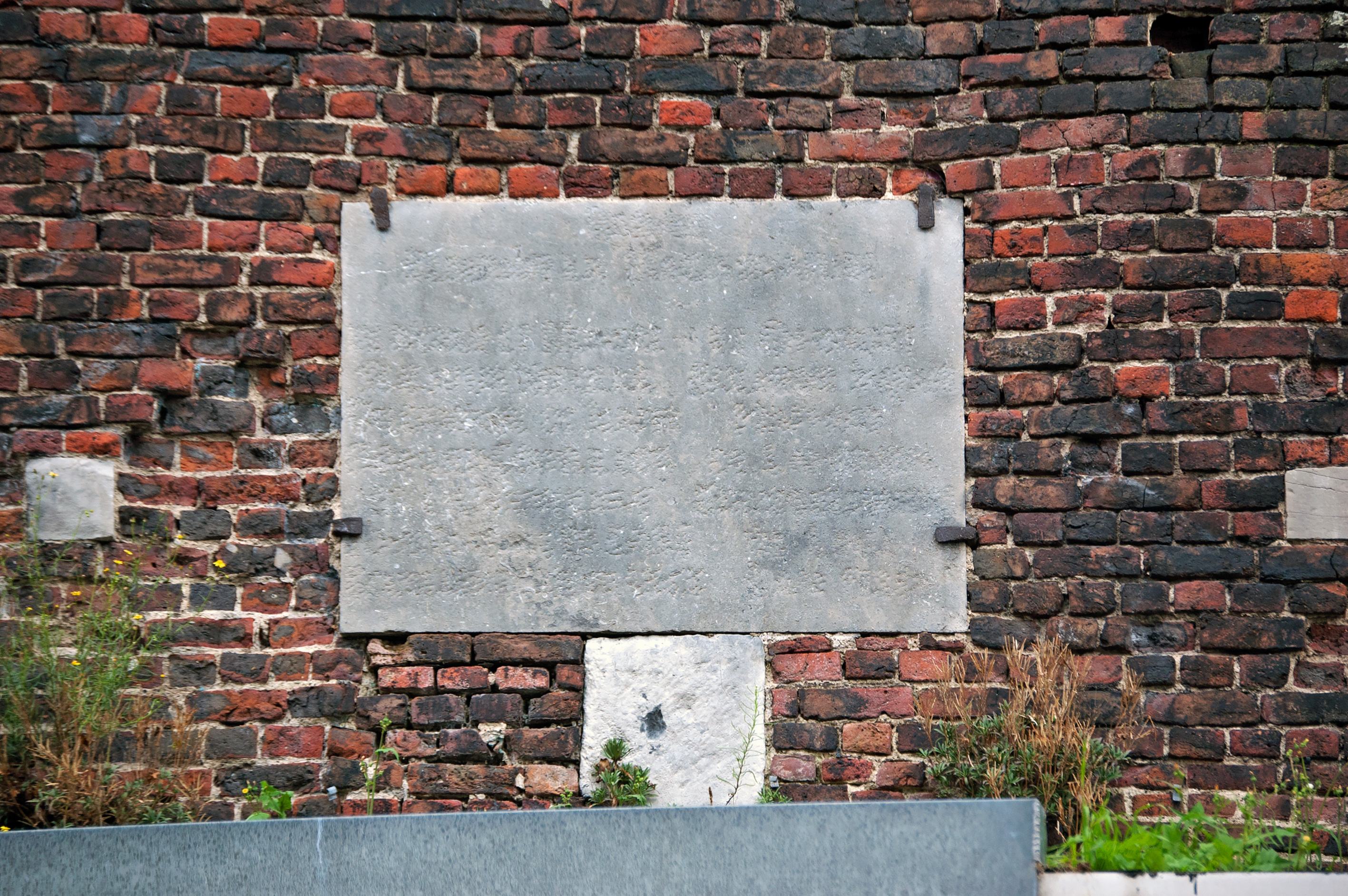
Inscription martelée sur le bastion du Saint-Esprit, côté rue Mississipi.

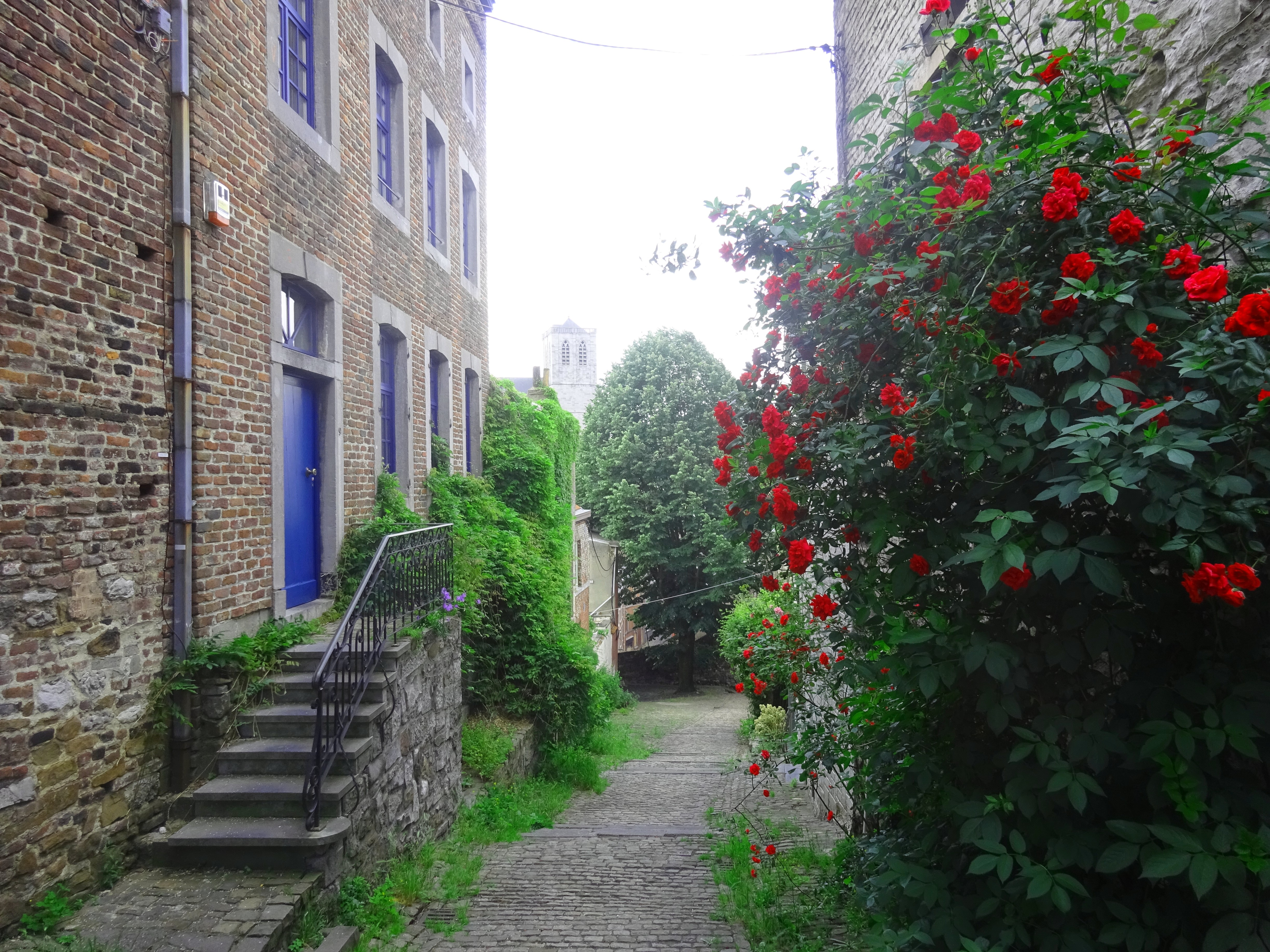
Le sommet de la rue des Remparts.

La rue fait référence aux remparts qui défendaient la ville de Liège, majoritairement disparus à ce jour. La rue est tracée sur le parcours approximatif de l'ancien chemin de ronde du bastion du Saint-Esprit, d'abord érigé au XIIIe siècle, puis réédifié au début du XVIIe siècle, et qui a pris le nom du bourgmestre de l'époque, Philippe le Rosseau, dit Philippe du Saint-Esprit. Ce bastion est désaffecté environ deux siècles plus tard et quelques constructions d'habitations sont permises à proximité de l'ancien chemin de ronde. On peut toujours voir les hauts murs en brique de l'angle nord-ouest de ce bastion au coin des rues Louis Fraigneux et Mississipi.

## Situation et description
Bien qu'elle ait le nom de rue, la rue des remparts est une succession d'escaliers, de chemins et de sentiers rendant par sa configuration cette voirie particulière et originale. Cette voie calme et pittoresque est pourtant assez méconnue du grand public. L'accès sud se fait par une volée d'escaliers prolongeant la rue Firquet tandis que la rue est accessible par le nord-est depuis la rue Hocheporte par une double volée d'escaliers avec, entre ces deux volées, un virage en épingle à cheveux. Au total des différents escaliers, 195 marches sont répertoriées.

## Architecture
Deux immeubles sont repris à l'inventaire du patrimoine culturel immobilier de Wallonie :
- au no 7, une imposante maison de style néo-classique construite dans les années 1840[3],
- au no 9, une maison du XVIIIe siècle détruite rue Saint-Nicolas et remontée en 1978[4].

## Voiries adjacentes
- Rue Firquet
- Rue des Cloutiers
- Rue Hocheporte